# 温启祥
温启祥（1909年—1993年），男，江苏无锡人，中国导航技术专家，曾任中华人民共和国国防部第十研究院第二十研究所副所长兼总工程师，第三届全国人大代表。